# Lawrence Parsons, 4. Earl of Rosse

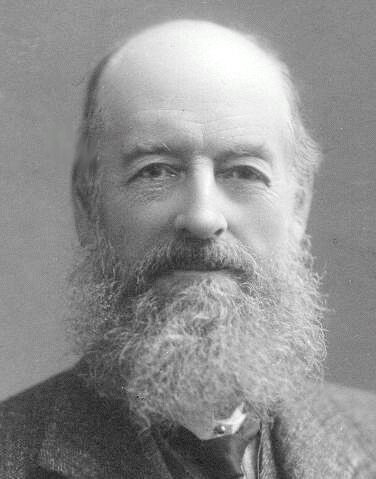
Lawrence Parsons, 4. Earl of Rosse

Lawrence Parsons, 4. Earl of Rosse KP (* 17. November 1840 auf Birr Castle, Parsonstown, King’s County; † 29. August oder 30. August 1908) war ein irischer Adliger und Astronom.

## Leben
Er war der älteste Sohn von William Parsons, 3. Earl of Rosse, aus dessen Ehe mit Mary Field. Als Heir apparent seines Vaters führte er ab 1841 den Höflichkeitstitel Lord Oxmantown. Er studierte am Trinity College der Universität Dublin. 1867 wurde er als Fellow in die Royal Society aufgenommen. Wie sein Vater betätigte er sich als Astronom. Insbesondere entdeckte er 1873 die Spiralgalaxie NGC 2 und konstruierte ein Thermometer zur Messung der Temperatur auf dem Mond.
Beim Tod seines Vaters erbte er 1868 dessen irische Adelstitel als 4. Earl of Rosse, 4. Baron Oxmantown und 7. Baronet, of Birr Castle. Im selben Jahr wurde er auf Lebenszeit als Representative Peer der irischen Adligen ins britische House of Lords gewählt. Zwischen 1892 und 1908 amtierte er weiterhin als Lord Lieutenant von King’s County. In beiden Funktionen war auch bereits sein Vater tätig gewesen.
Lord Rosse war von 1885 bis 1908 der 18. Kanzler der Universität Dublin und von 1896 bis 1901 Präsident der Royal Irish Academy. Im Jahr 1880 wurde er zum Mitglied der Leopoldina gewählt. 1890 wurde er als Knight Companion des Order of St. Patrick ausgezeichnet. Zeitweise fungierte er auch als Justice of the Peace für das County Tipperary sowie für das West Riding of Yorkshire.
Am 1. September 1870 heiratete er Hon. Frances Cassandra Harvey-Hawke (1851–1921), einzige Tochter des Edward Harvey-Hawke, 4. Baron Hawke. Mit ihr hatte er vier Kinder:
- William Edward Parsons, 5. Earl of Rosse (1873–⚔1918), ⚭ 1905 Frances Lois Lister-Kaye, Tochter des Sir Cecil Edmund Lister-Kaye, 4. Baronet;
- Hon. Geoffrey Lawrence Parsons (1874–1956), Lieutenant-General der British Army, ⚭ 1911 Margaret Betty Gladstone († 1952), Tochter des Sir John Evelyn Gladstone, 4. Baronet;
- Hon. Richard Parsons (1875–1875);
- Lady Muriel Frances Mary Parsons (1876–1927), ⚭ 1906 Harold Maxwell Grenfell (1870–1929), Brigadier-General der British Army.

Als er 1908 starb, erbte sein ältester Sohn William seine Adelstitel.